# Cházár András
Jólészi Cházár András (kiejtése: 'császár') (Jólész, 1745. június 5. – Rozsnyó, 1816. január 28.) a váci siketnéma intézet alapításának kezdeményezője, ügyvéd, megyei főjegyző. Az elesettek, fogyatékosok szószólója, 1790-ben a „szántóvető polgárság” nevében írott „esedező levél”-ben az általános és kötelező alapiskoláztatást és a fogyatékosok („a vakok, csonkák, bénák stb.”) társai felkarolását is javasolta. Egy másik írásában a siketnémák taníthatóságáról értekezett.

## Élete
Az erdélyi örmény Cházár család leszármazottja.
Nemes, ám szegény evangélikus családból származott. 1755-ben a német nyelv elsajátítása végett a dobsinai iskolába íratták be, majd ugyanabban az évben Eperjesre ment, ahol költészetet és retorikát, 1762-ben pedig Késmárkra, ahol bölcseletet tanult; 1765-ben Pozsonyban folytatta tanulmányait, amelyeket a Fodor ügyvédi irodában fejezett be. 1766-ban Győrött Tiszapataki ügyvédnél gyakornokoskodva tanulta a magyar jogrendet, 1767-ben visszatért Jólészre, a szülői házhoz. Ugyanezen év október havában Torna vármegyében ügyvédnek esküdött föl.
1768 elején fölkereste a Toperczer és Lipovniczky ügyvédi irodát, és itt mint ügyvédbojtár 1770 végéig működött, majd 1771 januárjában Pestre ment, ahol Parnitzky irodájának volt munkatársa. 1773 novemberében Rozsnyón telepedett le gyakorló ügyvédként; eleinte Torna, Hont és Abaúj, később Gömör vármegye táblabírája lett. Amikor II. József rendeletileg meghagyta, hogy az ügyvédeknek a törvényszékekhez kereseteiket németül kell benyújtaniuk, Cházár az ügyvédségről lemondott. 1790-ben a rimaszombati megyei közgyűlés főjegyzőjeként II. József ellen tartott tüzes szónoklatai rendkívüli tetszést arattak. Ebben az időben Gömör vármegye háromszor választotta meg főjegyzőjévé; a legnehezebb ügyekben sokat írt és több híres követutasítást szerkesztett. Az 1791-es pesti református zsinaton mint a gömöri evangélikus esperesség küldötte vett részt, s itt különösen a házassági ügyekben – mint jegyző – fejtette ki tevékenységét. 1799-ben ő volt a váci siketnéma intézet első tervezője s kezdeményezője, e célra 50 ezer forintot gyűjtött, azt maga is ezerrel megnövelte, azonban mégsem tudta e kedves tervét megvalósítani.
Korán elvesztette második feleségét is (pontos adat nem állt rendelkezésre), ezekben a nehéz időkben Magda Pál lelkipásztor nyújtott számára lelki támaszt, aki egyben kisfiának nevelője is volt. Ő volt az, aki Bécsbe irányította, s az ottani siketnémaintézet megtekintésére ösztönözte. A lelkész fontos szerepet játszott abban, hogy Cházár András lelkében megszülethessen a hazai siketnémák oktatását szolgáló iskola megalapításának ötlete.
Magda Pál unszolásának engedve 1799-ben látogatta meg a II. József császár által alapított Bécsi Siketnéma Intézetet, ekkor vált tudatossá benne életének új célja: Magyarországon is létrehozni egy ilyen intézetet.
Végül is Cházár András fáradozásai, nemes elgondolásai nem voltak hiábavalók, 1802. augusztus 15-én megnyitotta kapuit Magyarországon is egy siketnéma intézet, a Váczi Királyi Magyar Siketnéma Intézet. Az intézet megvalósításába azonban nem vonták be Cházár Andrást, aki ezek után magángazdaságába vonult vissza, ahol meghonosította a burgonyatermesztést.

## Munkái
- Processus dominii Csetnek contra montanum privilegiatum oppidum Dobschina. Leutschoviae (Lőcse), 1782
- Hungaria semper sua, ad explicandam, e legibus regni, conscriptionem recentissimam proposita. Eperiessini, 1785
- Pro libertate preli. Cassoviae, 178? Német nyelven is megjelent, de a példányokat hatóságilag lefoglalták.
- Törvény rend, mely Magyar- és ahhoz tartozó országok törvény és ítélő székeinek szabatott. Deákból magyarra fordíttatott. Kassa, 1789
- Origines juraque hospitum Teutonum, 1789
- Gömör-vármegye válasza a főméltóságú helytartó-tanácsnak kiadott rendeletére a sajtó szabadsága tárgyában. (Kassa), 1793. szeptember 9. (Cím nélkül és névtelenül)
- Quaerenti quid sit crimen laesae majestatis? amico respondit. Eperiessini, 1793
- Opinio, de coordinatione juridicorum fororum judicialium emendatione processualis ordinis etc. quam, anno 1802. deputationi exhibuit. Rosnaviae, 1802
- Könyörgő levél, melyet segedelemnyújtás végett nyújtott a váczi siketnémák nevelőházának nevében a segedelem beszedő. Kassa, 1802 (Ugyanez latinul is)
- Dissertatio de Galicia et Lodomeria, item Dalmatia regno Hungariae incorporanda. Hely n., 1805
- A magyar nemzethez. Nagyszombat, 1806
- Beszéde Gömör-vármegyéhez. Hely n., 1806
- Rosnavia pro nationali gymnasio maxime idonea. Leutschoviae, 1807
- Analysis opelle: De lingua, adminiculis, et perfectione ejus in genere, et de lingua hungarica, in specie, commentatio historico politica, hungarorum ruminationi dicata, per Johannem Fejes. Quam concivibus suis sacram facit. Hely n., 1807
- Commentatio de suppliciis capitalibus. Leutschoviae, 1807 (Amelyben a halálbüntetés eltörlése mellett kardoskodott)
- Előre bocsátott elmélkedései a magyar nyelvet tárgyazó s a M. Kurír által kihirdetett jutalomkérdéseknek fontosabban lehető megfelelésére. Nagyszombat, 1807
- A nemes felkelésről szóló törvények három czikkelyei. Kassa, 1809
- Serenissimo Britannorum regio coronaeque principi domino aliquid de jure hominis et civis sacrum. Viennae, 1813

Kéziratban meglevő bölcseleti és közjogi munkáit Sthymmel sorolja fel: Analysis Articuli primi 1805 de generali insurrectione. Rosnaviae, 1805 (Cenzúrázott példány az Országos Széchényi Könyvtár kézirattárában)
Arcképe Gyurikovits által rajzolva és Prixner által rézbe metszve megjelent Budán az Annales Evangelici IX. kötetében 1803-ban.

## Emlékezete
- Megemlékeztek róla Emlék-könyv a siketnémák váczi országos királyi intézete 100 éves fennállásának ünnepe alkalmára (Szerk. Borbély S., Budapest, 1902) című kötetben.
- Budapest XIV. kerületében (Zuglóban) utcát neveztek el róla (volt Domonkos utca).
- Szülőházában emlékszobát rendeztek be tiszteletére, amelynek falán emléktáblára vésték Cházár András érdemeit, mellszobra is itt a kertben van elhelyezve.